# Solanum vaillantii
Solanum vaillantii är en potatisväxtart som beskrevs av Michel Félix Dunal. Solanum vaillantii ingår i släktet skattor som ingår i familjen potatisväxter. Inga underarter finns listade i Catalogue of Life.